# Atyphopsis modesta
Atyphopsis modesta är en fjärilsart som beskrevs av Butler 1887. Atyphopsis modesta ingår i släktet Atyphopsis och familjen björnspinnare. Inga underarter finns listade i Catalogue of Life.